# Vratsa

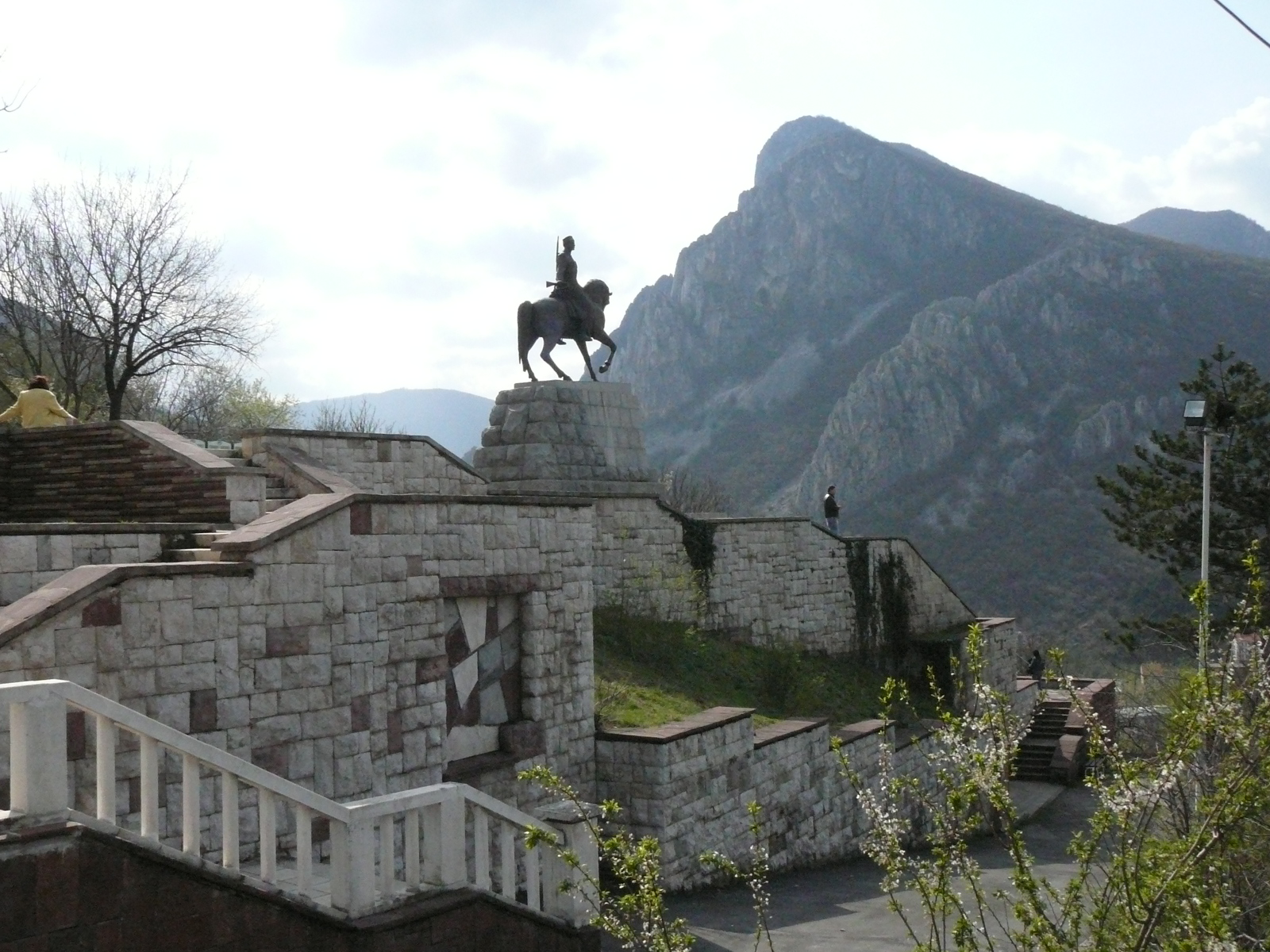

Vratsa ou Vraca (búlgaro: Враца) é uma cidade da Bulgária localizada no distrito de Vratsa.

## População
| Vratsa | Vratsa | Vratsa | Vratsa | Vratsa | Vratsa | Vratsa | Vratsa | Vratsa | Vratsa | Vratsa | Vratsa | Vratsa | Vratsa | Vratsa | Vratsa | Vratsa | Vratsa | Vratsa | Vratsa |
| --- | ------ | ------ | ------ | ------ | ------ | ------ | ------ | ------ | ------ | ------ | ------ | ------ | ------ | ------ | ------ | ------ | ------ | ------ | ------ |
| Ano | 1887   | 1910   | 1934   | 1946   | 1956   | 1965   | 1975   | 1985   | 1992   | 2001   | 2002   | 2003   | 2004   | 2005   | 2006   | 2007   | 2008   | 2009   | 2010   |
| População |        |        |        | 19,620 | 26,582 | 39,091 | 61,134 | 75,451 | 75,518 | 68,975 | 68,750 | 67,262 | 65,181 | 64,244 | 63,260 | 62,909 | 61,562 | 61,501 | 61,011 |
| Fontes: Instituto Nacional de Estatísticas, „citypopulation.de“, „pop-stat.mashke.org“, Bulgarian Academy of Sciences |        |        |        |        |        |        |        |        |        |        |        |        |        |        |        |        |        |        |        |